# Mimasura
Mimasura é um gênero de traça pertencente à família Arctiidae.